# Patrice Stellest
Patrice Stellest, más conocido simplemente como Stellest, es un cineasta, pintor y escultor suizo, nacido el 23 de mayo de 1953. Se hizo popular por sus avances e innovación en el arte. Sus diversas obras lo hicieron un destacable artista en diversos países.

## Biografía
Patrice Stellest nació el 23 de mayo de 1953 en San Galo, Suiza. Allí fue donde creció y se desarrolló hasta su adolescencia. A la edad de 16 años, emigró a los Estados Unidos. Vivió en Kachina Village, un pequeño pueblo remoto ubicado al norte de Arizona, donde comenzó su dedicación al arte y la pintura. En ese periodo fue cuando se produjeron sus primeros encuentros con los nativos indígenas de América del Norte, cuya filosofía de vida y enfoque hacia los elementos de la naturaleza le generaron una gran inspiración para su carrera profesional. Luego de vivir algunos años en el desierto se mudó a California, donde poco después conocería a Charles Lemaire, quien en ese entonces era vestuarista especial de Marilyn Monroe, y tendría una gran influencia en la vida de Patrice. 
Sorprendido por la calidad de los dibujos de moda del joven Stellest, Charles le aconseja iniciar una formación en diseño y moda. Influenciado por las entonces populares obras de arte surrealista de Max Ernst, decide emprender otro camino artístico y rechaza la oferta. Tiempo después recibe una beca del Estado de California y se apunta al Programa de Animación Experimental del California Institute of the Arts, en Valencia, donde conoce a Jules Engel (director de animación de Fantasia, de Walt Disney), quién poco después se convertiría en su mentor. Se inicia en las técnicas experimentales de foto animación, utilizando aparatos de la Series Oxberry Master. Al tiempo es invitado a realizar su primera animación: “The lady bug that wanted to be a flower” ("La mariquita que quería ser una flor"), utilizando la primera cámara Oxberry de tipo personal de Walt Disney.
Poco después, con la presentación de un Book de fotos, Stellest es aceptado en el Art Center College of Design, en Pasadena, California, donde realiza sus estudios especializados en Arte y Cinematografía. Allí dirige una serie de cortometrajes combinando música y arte experimental, convirtiéndose así en el precursor de los innovadores videoclips musicales. Al presentar su idea, gana el primer premio de Art Center por su cortometraje “Retrato de 1982”, en el que defiende el rol de las mujeres en el mundo del arte. Dirige a su vez, los cortometrajes “Animas”, y “The Kimono”, enseñando su trabajo al equipo del director de fotografía de la película The Doors, de Oliver Stone, quienes toman sus obras como inspiración para desarrollar nuevos proyectos.
En 1983, Stellest monta un equipo para participar en el proyecto “Équinoxe” del programa cultural olímpico de Los Ángeles, contando con la colaboración del científico Claude Michaux (coordinador del Programa Voyager de la NASA en Pasadena).
En 1984, Stellest se traslada a París junto a su compañera, Marie-Hélène. Juntos retoman el Taller de los artistas del Pop Art, Claus Oldenburg y James Rosenquist. Siguiendo los pasos de Max Ernst, se marchan de Paris para instalarse en la Touraine donde inicia su aprendizaje de forma autodidacta en las técnicas de la soldadura sobre metal. En 1989, atraído por el Sur de Francia, se instala en Saint-Rémy-de-Provence, donde comienza a vivir la mejor etapa de su carrera profesional. En 1992, ilustra el libro Grosse Beruhigte Körper, editado por Druckhaus Galrev. Comienza a frecuentar al pintor francés René Durbach, quién marcará profundamente su visión del movimiento que Guillaume Apollinaire denomino el Orphismo, y pinta el cuadro emblemático de su trayectoria como pintor “Le Câlin” (La Caricia) ”. Paralelamente, perfecciona su técnica de escultura sobre metal, convirtiéndose en asistente del escultor Greca Costa Coulentianos. Al mismo tiempo, se encuentra con César, Dora Maar así como con Leo Castelli, Harald Szeeman y M.Tate quiénes le animan a plasmar sus nuevas ideas y conceptos, inspiradas en sus formas de ver e interpretar al universo.

## Arte Trans Nature
No debe confundirse con Nature Art (Arte de la naturaleza) expresión, creación, firma y Marca Registrada de la Creadora Artística española Rita Lima (Pintora, Escultora, Fotógrafa, Editora y Poeta), creadora en 1970 del nuevo estilo de obras de arte que conlleven el mensaje de la defensa de la naturaleza y el medio ambiente. 
En 1994, Stellest ilustra el libro ‘Schwartzland” de Ulrich Zieger, publicado por la editorial Qwert Zui Opü, antes de retirarse con el fin de acometer nuevos proyectos. Durante este periodo, trabaja con el asistente de Jean Tinguely, Martin Bühler, y con el artista físico Bernard Gitton. La obra maestra más representativa de este movimiento es “La Tête Solaire” (La cabeza solar). Obra concebida para variar su ritmo en función de la energía solar que recibe. Esta escultura es la primera de una serie de esculturas interactivas que unen una innovadora tecnología con técnicas experimentales. 
En 1999, Stellest presenta sus obras que denomina Arte Trans Nature cuando lo presenta en el Palacio de Artes de Marseille, en Francia. Inmediatamente después, expone en el Castillo de Béatrice de Andia, Consejera de Arte de la ciudad de Paris. Es en el 2001, cuando es invitado de Palexpo, en Ginebra, donde presenta oficialmente Arte Trans Nature (TNA).
En el 2011, Stellest vuelve a la escena artística con un cortometraje,“Stellest Genesis”, con la participación musical del dj Moby. También ilustra la última obre de Ulrich Zieger, “Primera visita en el refugio” ”, publicado en ediciones Rugerup. Es asimismo invitado” a exponer en la ciudad de Joué-Lès-Tours en mayo de 2011.

## Publicaciones y Prensa
1992
- Ilustración del libro 'Le Gros Corps Calmé' (Grosse Beruhigte Korper) de Ulrich Zieger. Druckhaus Galrev, Velrag Editions. ISBN 3-910161-23-5 (3-910161-23-5).
- Reseña en el 'Die Welt' (Le Monde) - 2 de febrero de 1992. “Cantan a la luna melodías ancestrales”.
- Entrevista televisada en France 3 Provence-Côte d'Azur / Monte Carlo.

1993
- Intervención televisada sobre TV Science Frontière (France 3) con Bernard Gitton / production France Piolet.

1994
- Ilustración del libro Schwarzland de Ulrich Zieger - Berlín. Druckhaus Galrev. (ISBN 3-910161-44-8)

2000
- Debate en la radio Europe 2 sobre el tema «Arte Trans Nature”
- Retransmición Televisada de Arte Trans Nature – TSR
- Reportaje en MTV, introducción al Arte Trans Nature

2002
- Entrevista y reportaje en France 3 sobre Arte Trans Nature
- Entrevista y reportaje en M6 sobre Arte Trans Nature

2011
- Emisión de radio « Tapis Rouge” (el Tapiz Rojo) en France Bleu
- Illustración del libro “Primera visita en el refugio” (Aufwartungen im Gehäus). Édition Rugerup. ISBN 978-3-942955-05-8 (978-3-942955-05-8)